# 基维
基维学名为2-二甲胺基乙基-N,N-氨基氟膦酸二甲酯，基维名称来源于英文字母GV的音译，是美国在20世纪70年代开发的第四代化学战剂，属中等挥发性毒剂(IVA)，通过干预乙酰胆碱酯酶来破坏神经系统的功能。需要注意的是，GV本为对前捷克斯洛伐克在冷战期间开发的一类新型毒剂的称呼，现代的"GV"名称多指神经性毒剂中新出现的一个子系列（二烷氨基氟磷酸烷基酯）并非特指某种具体化合物；本条目所介绍的化合物则系GV类毒剂中的一种，在美国军方的确切代号应为EA-5365。

## 特征
作为GV类毒剂的代表，EA-5365兼有G类（卤代磷酸烷基酯）与V类（二烷氨基乙基）毒剂的分子结构特征，所以兼具G类毒剂的强挥发性及V类的高经皮渗透毒性。EA-5365的毒性数据尚未确定或公开。根据现有资料，该毒剂毒性略低于VX神经毒剂。其季胺盐对肌神经结合点有着更强的渗入能力。
外观依纯度为无色液体至白色半固体，其盐类则为无嗅白色固体。与同类毒剂一样，EA-5365的贮存稳定性不如G类或V类毒剂，贮藏过程中往往分解。EA-5365的盐类（如其甲基碘化季胺盐EA-5366）则具有高度稳定性。此类毒剂可贮存于玻璃容器中。与水接触发生缓慢水解，并产生氟化氢、胺类与剧毒的复合有机磷酸酯。一些碱性过氧化物（如小苏打溶液，30%~50%过氧化氢-乙醇溶液等）及肟类洗消剂在快速洗消GV类毒剂方面非常有效。

## 治疗
捷克军事医学科学院Kassa J等人以双复磷（15和30毫克/公斤）或HI-6（15和30毫克/公斤）与阿托品（21毫克/公斤）合用治疗GD、GF和EA-5365中毒小鼠，结果在降低死亡率方面HI-6比双复磷有效，并认为提高两种药物的治疗剂量其疗效更佳。治疗此毒剂中毒的药品包括阿托品、苯乃静、双复磷及HI-6等。

## 扩展阅读
- Harvey SP, Cheng TC.  (pdf). Aberdeen Proving Ground: Edgewood. 2002  [2013-12-13]. OCLC 74239874. Report ECBC-TR-229. （原始内容存档 (PDF)于2013-09-09）.
- Bajgar J. . ASA  Newsletter. 1998, 1998 (6)  [2013-12-13]. （原始内容存档于2013-12-15）.